# Iglooghost
Шеймус Роулз Мэллиаг (англ. Seamus Rawles Malliagh; род. 1996, Белфаст, Северная Ирландия), более известный под псевдонимом Iglooghost — британский диджей, музыкальный продюсер и графический дизайнер, работающий в жанрах хип-хоп, IDM, драм-н-бейс, глитч, вонки и многих других. Его дебютный студийный альбом Neō Wax Bloom, выпущенный звукозаписывающей компанией Brainfeeder был включен AllMusic в категорию «Favorite Electronic Albums», а также занял 9-е место в чарте Billboard в категории «American Dance/Electronic Album Sales». Релиз получил благоприятные оценки от музыкальных критиков и слушателей.

## Биография
Шеймус родился в 1996 году в Северной Ирландии, в Белфасте. Позднее он переехал в Великобританию в город Шафтсбэри, находящийся в двух часах езды от Лондона, где сейчас проживает и работает. По его словам, «в его родном городе нет ничего примечательного и интересного, кроме того, что там есть холм, на котором была снята реклама хлеба, режиссёром которой являлся Ридли Скотт». Шеймус не имел особых увлечений в детстве, но родители позволяли ему пользоваться домашним компьютером. По его словам, он «был сформирован интернетом». С детства музыкант страдает диспраксией, которая ограничивает его в способностях играть на музыкальных инструментах.
В юном возрасте Шеймус познакомился с творчеством Slipknot, Slayer, Korn и его любимый на тот момент альбом «Pass the Flask» от постхардкор группы The Bled. Но Симус стал экспериментировать с музыкой в возрасте 11 лет, когда вдохновившись спидкор музыкой на площадках MySpace и Last.fm он стал выкладывать в сеть небольшие треки, созданные на компьютере.
Изначально работая в FL Studio, Шеймус через некоторое время перешёл на Reason, делая ремейки на биты Tyler, The Creator. В возрасте 17 лет Симус начал записывать собственные треки, публикуя их на своей странице в Bandcamp, Soundcloud и в таких лейблах, как Error Broadcast, Activia Benz и Brainfeeder.

## Gloo
Gloo (иногда стилизовано как GLOO) — это британское музыкальное трио, созданное в 2019 году, состоящее из Iglooghost, Kai Whiston и BABii и работающее в жанрах грайм, синти-поп, драм-н-бейс и многих других. Помимо музыки они также создают клубы, одежду и странные артефакты в интернете. Участники являются давними знакомыми и друзьями и сотрудничали вместе во многих совместных коллаборациях. Кэй Уистон является давним другом Шэймуса, живущим с последним в том же городе Шафтсбэри. Они дружат вместе с подросткового возраста и узнали о друг друге после того, как Кэй раскритиковал ранние работы Шэймуса. В дальнейшем Кэй стал отправлять свои произведения Шэймуса, и в конечном итоге они познакомились поближе.. BABii же из Маргита, где она играла в шоу вместе с Шэймусом. Интересуясь работами друг друга, BABii поделилась записями своего голоса и спела во многих треках музыканта из мини-альбомов 2018 года Clear Tamei и Steel Mogu. Уже через год узнав друг друга поближе, они вместе решили создать общий лейбл и свои первые продукты. Они подчёркивают открытый концепт своего лейбла:
Kai Whiston:

Определение проекта намеренно расплывчато, но всё-таки это не столько лейбл или что-то вроде такого. Думаю, можно сказать, что это как общий термин, который мы используем для обозначения разнообразных продуктов. Представьте это как Donda от Канье, но как забавную творческую вещь. Если Iglooghost решит, что он захочет строить и продавать мебель, он сделает это под GLOO. Если я захочу спонсировать турнир по борьбе, я сделаю это под GLOO.Оригинальный текст (англ.)The definition is intentionally vague but it's not so much an imprint or label or distribution or anything. I guess you could say it's like an umbrella term that we use for things of product variety. Think like, Donda by Kanye but just fun creative shit. If Iglooghost decides he wants to build and sell furniture, he'll do it under GLOO. If I wanna sponsor a wrestling tournament, I'll do it under GLOO.
Их дебютный альбом XYZ, вышедший 18 сентября 2019 года получил одобрительные оценки со стороны критиков и слушателей.

## Изобразительное искусство
Шэймус также занимался графическим дизайном в университете в городе Бат в 2015 году, поступив туда в октябре, но отчислился в декабре. По его словам, рисовать он начал даже раньше чем писать музыку. С детства он любил рисовать обложки к своим альбомам и синглам. В возрасте 9 лет он создавал пиксельные рисунки персонажей на форумах о покемонах, как реальных, так и воображаемых. Впервые он познакомился с Pokémon когда ему было 4 года, и по его словам, это оказало влияние на его формирование как артиста: всё это увлекло его и полностью укрепило вкус в дизайне. Наиболее значимыми фигурами, оказавшие влияние на творчество Шэймуса являются Дерек Эрколано, Мэттью Бромли, Мартин Николсон, Джек Тигл, Malarky, Джей Райт и Уилл Лорен.

## Дискография

### Студийные альбомы
| Название                              | Детали | Источники     |
| ------------------------------------- | --- | ------------- |
| Treetunnels                           | - Жанр: электронная музыка, хип-хоп - Выход: 27 января 2014 - Лейбл: Error Broadcast — EBCTP007 - Количество треков: 14 - Продолжительность: 33:49 - Форматы: Кассета                                              | [ 18 ] [ 19 ] |
| Neō Wax Bloom                         | - Жанр: IDM, вонки, ню-джаз, экспериментальная музыка, хип-хоп - Выход: 29 сентября 2017 - Лейбл: Brainfeeder — BF063, BFDNL063, BFCD063 - Количество треков: 11 - Продолжительность: 40:58 - Форматы: CD, LP, ЦД  | [ 20 ] [ 21 ] |
| XYZ (совместно с Kai Whiston и BABii) | - Жанр: экспериментальная музыка, электронная музыка, фьюче-бейс - Выход: 18 сентября 2019 - Лейбл: Gloo, Supernature — GLOO003, GLOO003CD - Количество треков: 9 - Продолжительность: 28:02 - Форматы: CD, LP, ЦД | [ 22 ] [ 23 ] |
| Lei Line Eon                          | - Жанр: экспериментальная музыка - Выход: 2 апреля 2021 - Лейбл: Gloo – GLOO007 - Количество треков: 10 - Продолжительность: 42:10 - Форматы: CD, LP, ЦД                                                           | [ 24 ]        |

### Мини-альбомы (EP’s)
| Название                           | Детали | Источники                          |
| ---------------------------------- | --- | ---------------------------------- |
| Milk Empire (совместно с Mr. Yote) | - Жанр: электронная музыка, хип-хоп, экспериментальная музыка - Выход: 8 июня 2015 - Лейбл: Activia Benz — BNZ012 - Количество треков: 2 - Продолжительность: 24:51 - Форматы: ЦД                                 | [ 25 ] [ 26 ]                      |
| Chinese Nü Yr                      | - Жанр: электронная музыка - Выход: 30 октября 2015 - Лейбл: Brainfeeder — BFDNL057, BFDNL057W - Количество треков: 4 - Продолжительность: 16:25 - Форматы: ЦД                                                    | [ 27 ] [ 28 ]                      |
| Little Grids                       | - Жанр: электронная музыка - Выход: 18 марта 2016 - Лейбл: Brainfeeder - Количество треков: 5 - Продолжительность: 15:55 - Форматы: LP, ЦД                                                                        | [ 29 ] [ 30 ]                      |
| Clear Tamei / Steel Mogu           | - Жанр: электронная музыка, ню-джаз, экспериментальная музыка, фьюче-бейс - Выход: 8 августа 2018 - Лейбл: Gloo, Brainfeeder — BF079 - Количество треков: 10 (5 / 5) - Продолжительность: 37:44 - Форматы: LP, ЦД | [ 31 ] [ 32 ] [ 33 ] [ 34 ] [ 35 ] |

### Синглы
| Название                                 | Детали | Примечания                                                                    | Источники     |
| ---------------------------------------- | --- | ----------------------------------------------------------------------------- | ------------- |
| Chinchou / Melon Lantern Girl’s Choir ⚆⚆ | - Жанр: электронная музыка, хип-хоп - Выход: 21 ноября 2015 - Лейбл: Self-released - Продолжительность: 3:15 - Форматы: ЦД      | Трек, являющийся частью истории Xiangjao в Chinese Nü Yr                      | [ 36 ]        |
| Gold Tea (Instrumental)                  | - Жанр: электронная музыка, хип-хоп - Выход: 24 марта 2016 - Лейбл: Self-released - Продолжительность: — - Форматы: LP          | Эксклюзивный трек отправляется тем, кто заказал винил Little Grids            | [ 30 ]        |
| Peanut Choker (Float Mix)                | - Жанр: электронная музыка, хип-хоп - Выход: 24 марта 2016 - Лейбл: Self-released - Продолжительность: 2:45 - Форматы: ЦД       | VIP-микс отправляется тем, кто заказал винил Little Grids                     | [ 37 ]        |
| Teef Brusher (совместно с Tarquin)       | - Жанр: электронная музыка, грайм - Выход: 10 апреля 2016 - Лейбл: Self-released - Продолжительность: 2:41 - Форматы: ЦД        | Эксклюзивный трек отправляется тем, кто заказал винил Little Grids            | [ 38 ]        |
| Lockii                                   | - Жанр: электронная музыка, фьюче-бейс - Выход: 7 августа 2019 - Лейбл: Gloo - GLOO003A - Продолжительность: 3:38 - Форматы: ЦД | Сингл из студийного альбома XYZ                                               | [ 39 ] [ 40 ] |
| Lamb (совместно с Kai Whiston и BABii)   | - Жанр: электронная музыка - Выход: 28 августа 2019 - Лейбл: Gloo - GLOO003B - Продолжительность: 4:04 - Форматы: ЦД            | Сингл из студийного альбома XYZ                                               | [ 41 ]        |
| Amu                                      | - Жанр: экспериментальная музыка - Выход: 19 апреля 2020 - Лейбл: Gloo - Продолжительность: 4:08 - Форматы: ЦД                  | Трек о сущности под названием Amu и о её экосистеме. В треке есть детский хор | [ 39 ]        |